# Ziemowit (Beuthen-Gleiwitz)
Ziemowit von Beuthen und Gleiwitz (auch Siemowit/Semowit von Beuthen und Gleiwitz; polnisch Siemowit bytomski; tschechisch Zemovít Bytomsko-Koselský ; * um 1293; † nach 1342) war Herzog der oberschlesischen Teilherzogtümer Beuthen und Gleiwitz. Er entstammte dem Beuthener Zweig der Schlesischen Piasten.

## Leben
Ziemowit war der drittälteste Sohn des Beuthener Herzogs Kasimir II. und der Helena, deren Herkunft nicht bekannt ist. Noch zu Lebzeiten seines Vaters erhielt er das um zwei Teile verkleinerte Herzogtum Beuthen, als dessen Herzog er erstmals für das Jahr 1311 belegt ist. Nach dem Tod des Vaters 1312 behielt er seine Besitzungen, ebenso wie seine älteren Brüder Boleslaus, der im Besitz von Tost verblieb und Wladislaus, der weiterhin als Herzog von Cosel titulierte, während der jüngste Bruder Mieszko, der den geistlichen Stand wählte, wahrscheinlich das Herzogtum Sewerien bekam.
Vermutlich kam es anschließend zwischen den Brüdern zu Auseinandersetzungen um das väterliche Erbe. Jedenfalls führte ab 1316 Ziemowits Bruder Wladislaus den Herzogstitel von Beuthen. Es ist nicht bekannt, ob Ziemowit als Mitregent Wladislaus’ amtierte. Zusammen mit diesem und weiteren oberschlesischen Herzögen huldigte er am 19. Februar 1327 in Troppau dem böhmischen König Johann von Luxemburg, der sich auf einem Kriegszug von Brünn über Oberschlesien nach Krakau befand. In Troppau übergaben die Brüder König Johann formal ihre Gebiete, die sie anschließend wiederum als ein Lehen der Krone Böhmen vom König verliehen bekamen. 1337 wurde Ziemowit vermutlich von seinem Bruder Wladislaus auf das Gebiet von Gleiwitz abgedrängt, das seit 1327 im Pfandbesitz des Ratiborer Herzogs Lestko war und nach dessen Tod 1337 an Beuthen zurückfiel. Urkundlich als Herzog von Gleiwitz ist er erstmals für das Jahr 1342 nachgewiesen. Spätere Lebensnachweise sind nicht vorhanden. Es ist nicht bekannt, wann er starb und wo sein Leichnam bestattet wurde. Da er keine Nachkommen hinterließ, wurde sein Teilfürstentum Gleiwitz wieder an das Herzogtum Beuthen angegliedert.